# Разводной мост
Разводной мост — особый тип моста, имеющий подвижное пролётное строение для обеспечения пропуска судов. Разводные мосты, как правило, строят на судоходных реках и каналах в плотной застройке, когда другими способами «развязать» наземный транспорт и судоходство не удаётся.
Преимущество разводных мостов (по сравнению с неподвижными мостами):
- Для обеспечения беспрепятственного пропуска судов разводному мосту не требуется высокого пролёта (а следовательно, высоких опор и длинных въездов).

Недостатки:
- Механизмы разводного моста требуют ремонта и технического обслуживания;
- Наземный транспорт не может перемещаться через мост во время прохода судов.

## Классификация
Существует большое количество типов разводных мостов, при этом их можно классифицировать по тому, вдоль или вокруг какой оси моста двигается пролёт. При этом оси моста определяются следующим образом:
- Ось X лежит в горизонтальной плоскости вдоль проезжей части моста.
- Ось Y лежит в горизонтальной плоскости вдоль реки.
- Ось Z вертикальна.

Таким образом, теоретически возможно шесть направлений движений подвижного пролёта моста (сдвиг и поворот по каждой из осей). На практике используются пять движений (см. ниже), так как движение пролёта вдоль оси Y не имеет смысла (не освобождает прохода для судов). Кроме того, существуют типы мостов, использующие комбинацию из нескольких движений.
Большая часть информации взята из инфографики РИА Новости. Если вместо анимации фотография — на ней изображён именно тот мост, что в колонке «Пример».

### Мосты с поворотом вокруг оси X
| Анимация | Тип         | Назначение         | Характеристики            | Распространение   | Пример                         |
| -------- | ----------- | ------------------ | ------------------------- | ----------------- | ------------------------------ |
|          | Наклоняемый | Пешеходный переход | Длина: 105 м Масса: 850 т | Уникальный проект | Мост Миллениум, Гейтсхед, 2001 |

### Мосты с перемещением пролёта вдоль оси Х
| Анимация | Тип                    | Назначение                                                                                          | Характеристики                                    | Распространение         | Пример                                          |
| -------- | ---------------------- | --------------------------------------------------------------------------------------------------- | ------------------------------------------------- | ----------------------- | ----------------------------------------------- |
|          | Отодвигаемый мост      | На узких каналах, когда на берегу есть место                                                        | Длина: до 25 м Масса: до 50 т                     | Малое                   | Несколько штук можно найти на улицах Нью-Йорка. |
|          | Отодвигаемый понтонный | Через широкие проливы, когда другие типы мостов экономически неоправданны                           | Длина: до 180 м                                   | Малое                   | Мост через Худ-Канал, шт. Вашингтон             |
|          | Летающий паром         | Там, где судоходство активно, дорожное движение невелико, а паром невозможен из-за больших приливов | Длина: до 874 м Грузоподъёмность гондолы: до 15 т | Единицы                 | Бискайский мост, Португалете, 1893              |
|          | Складной мост          | Пешеходный переход                                                                                  | Длина: 25,5 м Масса: 50 т                         | Уникальный проект       | Хорнбрюкке, Киль, 1997                          |
|          | Телетрап               | В крупных аэропортах                                                                                |                                                   | Распространён           | -                                               |
|          | Мост Гутри             | В многоугольных фортах XVIII века                                                                   | Длина: <10 м                                      | Не осталось действующих | Форт-Нельсон (остались рычаги)                  |

### Мосты с поворотом вокруг оси Y
| Анимация | Тип                                   | Назначение                                                                                        | Характеристики                                                     | Распространение           | Пример                                                             |
| -------- | ------------------------------------- | ------------------------------------------------------------------------------------------------- | ------------------------------------------------------------------ | ------------------------- | ------------------------------------------------------------------ |
|          | Подъёмный                             | Средневековое фортификационное сооружение; в старых городах для колорита                          | Длина: до 15 м                                                     | Малое                     | Порт Глостера                                                      |
|          | Раскрывающийся                        | Оживлённое автомобильное движение на крупных реках; хорошо сочетается с панорамой большого города | Длина: до 75 м Масса полумоста: до 900 т, с противовесом до 2000 т | Наиболее распространённый | Дворцовый мост, Санкт-Петербург, 1916 Тауэрский мост, Лондон, 1894 |
|          | Откатно-раскрывающийся (мост Шерцера) | Там, где по геологическим причинам невозможно строить большие «быки»                              | Длина: до 75 м Масса: до 2000 т (с противовесом)                   | Среднее                   | Мост Пегас, Кан, 1934                                              |
|          | Сворачивающийся мост                  | Пешеходный переход                                                                                | Длина: 12 м Масса: 18 т                                            | Уникальный проект         | Сворачивающийся мост, Лондон, 2005                                 |

### Мосты с поворотом вокруг оси Z
| Анимация | Тип                     | Назначение | Характеристики                   | Распространение | Пример                                                                                    |
| -------- | ----------------------- | --- | -------------------------------- | --------------- | ----------------------------------------------------------------------------------------- |
|          | Поворотный двухрукавный | Пропуск больших судов через широкие фарватеры                                                                             | Длина: до 160 м Масса: до 5000 т | Распространён   | Варваровский мост, Николаев, 1964                                                         |
|          | Поворотный однорукавный | На узких каналах в малоэтажной застройке, когда высокие сооружения непригодны, а на берегу (или на мелководье) есть место | Длина: до 100 м                  | Малое           | Небольшие мосты через каналы Великобритании (на рисунке) Мост Женщины, Буэнос-Айрес, 2001 |

### Мосты с перемещением вдоль оси Z
| Анимация | Тип                        | Назначение                                                                                | Характеристики                                                    | Распространение | Пример |
| -------- | -------------------------- | ----------------------------------------------------------------------------------------- | ----------------------------------------------------------------- | --------------- | --- |
|          | Вертикально-подъёмный мост | Железнодорожный мост (обычно за городом из-за некрасивого вида)                           | Длина: до 109 м Масса: до 2000 т Подъём: до 27 м                  | Распространён   | Разводной железнодорожный мост, Ростов-на-Дону, 1874 Двухъярусный мост, Калининград, 1926 Кузьминский железнодорожный мост, около Санкт-Петербурга, 1940 Финляндский железнодорожный мост, Санкт-Петербург, 2003 |
|          | Столоподобный мост         | В тесной малоэтажной застройке, когда высокие сооружения непригодны и на берегу нет места | Длина: до 109 м Масса: до 6000 т (с противовесом) Подъём: до 10 м | Малое           | Мост Нотр-Дам, Турне Мост Сувантосилта, Йоэнсуу |
|          | Затопляемый мост           | На узких, но глубоких фарватерах для пропуска больших судов                               | Длина: до 25 м Масса: до 650 т Глубина: до 8 м                    | Малое           | Коринфский канал (2 моста по обоим концам) |

## Оборудование
Комплект оборудования, которым снабжается разводной мост, зависит от его типа, нагрузки и т. д. Тем не менее есть и общие черты.
Современным разводным мостам требуется три привода: основной (электромеханический или электрогидравлический), резервный (от двигателя внутреннего сгорания) и аварийный (ручной). Также нужны тормозные устройства, плавно снижающие скорость у крайних точек, а также способные остановить мост в любом промежуточном положении. Предполагается, что основной двигатель может навести-развести мост за 2—5 минут, резервный — за 8—20 минут, аварийный — за разумное время силами 12—20 человек. Железнодорожный мост ограждается светофорами и сбрасывающими остряками. Пешеходный и автомобильный — шлагбаумами.
Технические помещения строят так, чтобы в них было безопасно работать в любом положении моста. Павильон управления располагают так, чтобы оператор мог видеть обстановку сверху по реке (и уже во вторую очередь — снизу и на въездах). Для точного балансирования моста в зависимости от теплового расширения, перекладки покрытия и т. д. противовес делается переменным — можно добавлять и убирать чугунные отливки, изменяя баланс моста на единицы процентов. В любом случае для чёткого сведения мост всегда делается несколько разбалансированным — пролёт перевешивает.

## Распространённость
- Река Чикаго (США) имеет 38 разводных мостов различных типов, в том числе раскрывающийся, Шерцера, поворотный и вертикально-подъёмный.
- Река Нева (Россия, Санкт-Петербург) имеет 19 разводных мостов.
- Самый маленький разводной мост в мире (Мост Сомерсет) расположен на Бермудских островах.